# Trichonyssodrys maculata
Trichonyssodrys maculata là một loài bọ cánh cứng trong họ Cerambycidae.